# Андрущенко, Владислав Сергеевич
Владисла́в Серге́евич Андру́щенко (укр. Владислав Сергійович Андрущенко, позывной — Берлин; 15 февраля 1999, Жашков) — украинский военнослужащий, младший сержант, участник российско-украинской войны. Герой Украины (2024).

## Биография
Владислав Андрущенко родился в городе Жашков Черкасской области. Окончил Жашковскую общеобразовательную школу № 3 и Жашковский аграрно-технологический профессиональный лицей.
С началом российского вторжения в Украину в 2022 году добровольно вступил в ряды Вооружённых сил Украины. После прохождения базовой военной подготовки в ноябре 2022 года был направлен в 137-й отдельный батальон 35-й отдельной бригады морской пехоты, где служил стрелком-помощником гранатомётчика. Участвовал в боях за Угледар и в боях в районе села Красногоровка на Авдеевском направлении.
Летом 2023 года на юге Донецкой области возглавлял штурмовую группу в битве за село Макаровка. Принимал участие в освобождении населённых пунктов Урожайное и Старомайорское, командуя боевой группой подразделения.
Осенью 2023 года его подразделение форсировало реку Днепр в районе села Крынки Херсонской области.

## Награды
- Звание «Герой Украины» с вручением ордена «Золотая Звезда» (4 июля 2024) — за личное мужество и героизм, проявленные в защите государственного суверенитета и территориальной целостности Украины, верность военной присяге[1].